# Mönchpfiffel-Nikolausrieth
Mönchpfiffel-Nikolausrieth è un comune di 291 abitanti della Turingia, in Germania.
Appartiene al circondario del Kyffhäuser (targa KYF) ed è amministrato dal comune amministratore (Erfüllende Gemeinde) di Artern.

## Geografia fisica
Si trova nel territorio detto Goldene Aue.